# Fauxbourdon
Fauxbourdon (IPA: [fobʊʁˈdɔ̃ː], anhörenⓘ; von franz. faux bourdon „falscher Bass“) bezeichnet eine im Kirchengesang seit dem 15. Jahrhundert angewandte Art des Tonsatzes von dreistimmigen Musikstücken, bei der parallel zur melodieführenden oberen Stimme, aber etwas tiefer, eine zweite und dritte Stimme gesungen werden. Diese Art bedeutete eine Erweiterung des sonst rein einstimmigen Gregorianischen Gesangs.
Fauxbourdon bezeichnet in der gegenwärtigen Musikwissenschaft ein Satzmodell für den dreistimmigen Gesang über Melodien der Psalmodie, bei dem der meist um eine Oktave herauftransponierte Cantus firmus im Superius (Sopran) lag und ihn der Contratenor eine Quarte, der Tenor eine Sexte tiefer begleitete. Der Contratenor wurde nicht eigens mitgeschrieben, jedoch wurde als Hinweis für die dreistimmige Ausführung ein au fau(l)x bourdon o. Ä. vermerkt. Die weitgehende Parallelität der Stimmen sicherte die Verständlichkeit der Texte. Der Fauxbourdon war ein Charakteristikum des burgundischen Stils, der Mitte des 15. Jahrhunderts in den Niederlanden in Blüte stand. Guillaume Dufay verwendete ihn ausgiebig. Das früheste Beispiel ist die Postcommunio Vos qui secuti estis in Dufays' Missa Sancti Jacobi (überliefert im Bologna-Manuskript I-BC Q15, ca. 1440).
Verwandte Begriffe sind engl. faburdon oder ital. falso bordone, sie wurden allerdings von verschiedenen Autoren zu verschiedenen Zeiten mit unterschiedlicher Bedeutung gebraucht. Der genaue Sinn und die Etymologie dieser historischen Verwendungen sind in der Musikwissenschaft umstritten. Faburdon (oder faburden) nennt man in England im 15. Jahrhundert die tiefe Gegenstimme zur melodieführenden Stimme. Als falso bordone wurde beispielsweise im 18. Jahrhundert meist vierstimmiger Kirchengesang bezeichnet, der syllabisch verfährt, also eine Note pro Silbe setzt. Er ist somit zwar reicher als der einstimmige Gregorianische Choral, verzichtet aber auf voneinander stark abweichende Stimmen, wie sie in dieser Zeit sonst verbreitet waren.
Wörtlich aus dem Französischem übersetzt, bedeutet Fauxbourdon „falscher Bourdon“, bzw. „falscher Bass“. Dieser Name lässt sich damit begründen, dass, sich der Bass, abgesehen von Anfang und Ende einer Phrase, in Sexten zur Melodie bewegt, wodurch ein Fehlen der Basis wahrgenommen wurde. Auch die Lage der Terz und Quartparallelen zwischen Mittel- und Oberstimme trugen zu diesem Begriff bei. Eine andere Übersetzung für Bourdon ist „Jakobsstab“. Der älteste bekannte Fauxbourdon, die Postcommunio Missa Sancti Jacobi von Guillaume Du Fays, ist dem heiligen Jakob gewidmet. Deshab könnte der Begriff Fauxbourdon möglicherweise auch davon abgeleitet worden sein.
Eine andere Bedeutung des Fauxbourdon als musikalische Figur ist seit Joachim Burmeister (1606) belegt. Diese Figur bezeichnet aufeinanderfolgende Terz-Sext-Klänge, also jegliche Art von Sextakkordfolgen. Durch den Fauxbourdon wird dem Wort faux entsprechend in erster Linie „Falsches“ und „Sündhaftes“ zum Ausdruck gebracht.